# Buyu (langue)
Pour les articles homonymes, voir Buyu.
Le buyu ou kibuyu est une langue bantoue parlée par les Buyu en République démocratique du Congo.

## Répartition géographique
Le buyu est parlé dans le secteur Babuyu dans l’est du territoire de Kabambare au sud-est de la province du Maniema, et dans le nord-est de la province du Tanganyika.

### Dialectes
L’Atlas linguistique d’Afrique centrale dénombre les variantes ou dialectes buyu suivants :
- kibujwé
- kitwaga
- kibuyu